# 南宛河
南宛河（意为“太阳河”），又作南碗河、南畹河，又名罗坝河:529，清时称冈椀河，位于中华人民共和国云南省德宏傣族景颇族自治州境内，是瑞丽江的最大支流，下游为中国与缅甸的界河。

## 地理

### 流向
南宛河发源于陇川县护国乡边河村干崖梁子南麓野油坝、蕨地坝等山谷:425，海拔2,520米，正源称野油坝河，至护国称护国河，进入陇川盆地、汇合红岩河后称南宛河:35。麻栗坝以上为上游，长33.4千米。自东北向西南贯穿陇川盆地，在陇川县城章凤西南的南兰村进入瑞丽市峡谷区，成为中缅界河:118。麻栗坝至南兰为中游，长48.6千米。在纳木多以西折向东南、进入瑞丽坝区:170，在瑞丽市弄岛镇容棒旺汇入瑞丽江:124-125，南兰至容棒旺为下游，长66.5千米，大部分为中缅界河:92。

### 水文
根据上游麻栗坝水文站1963年至1990年间测得数据，南宛河最大洪峰流量458立方米/秒，最小流量河干断流；年平均流量最大值18.2立方米/秒，最小7.83立方米/秒，平均11.3立方米/秒；最大年径流量5.77亿立方米，最小2.48亿立方米，平均3.56亿立方米:35。

## 资源
南宛河是陇川盆地主要灌溉水源:64，全流域有耕地面积1.79万公顷，主要种植水稻、玉米、甘蔗等:92。水能理论蕴藏量21.78万千瓦，其中干流9.5万千瓦:22。为解决陇川坝1.51万公顷农田灌溉，中游陇川盆地内建有大（二）型麻栗坝水库，总库容10,665万立方米，于2004年围堰截流:92。

## 灾害
南宛河流域的自然灾害主要是洪涝、泥石流，由于暴雨频繁、水土流失严重，干流中游局部地段形成“地上悬河”，1974年7月陇川连续暴雨，南宛河决口三十多处，农田受灾3,000公顷，8个村寨被淹没，造成18人死亡；2004年7月5日洪涝，农田1.13万公顷受灾，损坏房屋13,936间，造成17人死亡。:92

## 边界
1960年，中缅政府签订《中华人民共和国和缅甸联邦边界条约》，废除缅甸对中国的猛卯三角地（南碗指定区）所保持的“永租”关系，中华人民共和国同意把面积约220平方公里的土地移交给缅甸，用以交换原中缅南段未定界上的班洪、班老两个部落，该段边界以南宛河为界。